# Каэтано да Силва, Жоакин
Жоакин Каэтано да Силва (порт. Joaquim Caetano da Silva; 2 сентября 1810, Жагуаран, Риу-Гранди-ду-Сул — 28 февраля 1873, Нитерой) — бразильский публицист, дипломат, педагог, профессор, член Бразильской академии литературы.

## Биография
Обучался гуманитарным наукам во Франции. Затем до 1837 года изучал медицину в Университете Монпелье во Франции.
В 1838 году вернулся на родину, где стал преподавать в Колежиу Педру II, читал лекции по риторике, португальскому и греческому языках, позже стал ректором этого одного из старейших государственных учебных учреждений Бразилии. Был членом Бразильского историко-географического института.
В 1851 году в присутствии Императора выступил в Историческом институте, членом которого он был, со своими «Воспоминаниями о границах Бразилии с Французской Гвианой» («Memória sobre os limites do Brasil com a Guiana Francesa»).
В ноябре того же года указом императора Бразилии Педру II был назначен временным поверенным в делах Бразильской империи в Голландии, в 1854 году — стал генеральным консулом. Во время своего пребывания там вёл в Гааге дипломатические переговоры о делимитации границ с Суринамом (в 1853), которые окончательно были решены только в 1906 году.
В 1861 году опубликовал на французском языке договор «L’Oyapock et l’Amazone», защищающий позиции Бразилии в связи с пограничным спором между Францией и Бразилией в конце XIX-го века из-за границы с Французской Гвианой.
С 1869 по 1873 год руководил Национальным архивом Бразилии.